# Allsvenskan 1982
L'edizione 1982 del campionato di calcio svedese (Allsvenskan) vide la vittoria finale dell'IFK Göteborg.
Capocannoniere del torneo fu Dan Corneliusson (IFK Göteborg), con 12 reti.

## Classifica finale
|    | Classifica     | G  | V  | N  | P  | GF | GS | Diff | Punti |
| -- | -------------- | -- | -- | -- | -- | -- | -- | ---- | ----- |
| 1  | IFK Göteborg   | 22 | 11 | 7  | 4  | 45 | 22 | +33  | 29    |
| 2  | Hammarby       | 22 | 12 | 4  | 6  | 42 | 27 | +15  | 28    |
| 3  | Elfsborg       | 22 | 9  | 8  | 5  | 31 | 21 | +10  | 26    |
| 4  | Malmö FF       | 22 | 7  | 11 | 4  | 23 | 15 | +8   | 25    |
| 5  | Öster          | 22 | 10 | 4  | 8  | 28 | 20 | +8   | 24    |
| 6  | Brage          | 22 | 9  | 6  | 7  | 24 | 27 | -3   | 24    |
| 7  | Örgryte        | 22 | 7  | 7  | 8  | 27 | 28 | -1   | 21    |
| 8  | Halmstad       | 22 | 7  | 7  | 8  | 39 | 45 | -6   | 21    |
| 9  | Kalmar         | 22 | 6  | 7  | 9  | 21 | 27 | -6   | 19    |
| 10 | IFK Norrköping | 22 | 5  | 9  | 8  | 28 | 38 | -10  | 19    |
| 11 | AIK            | 22 | 4  | 10 | 18 | 21 | 31 | -10  | 18    |
| 12 | Åtvidaberg     | 22 | 4  | 2  | 16 | 17 | 45 | -28  | 10    |

## Fase finale

### Quarti di finale
| IK Brage | 0 – 0 e 0 – 2 | Elfsborg |

| Halmstads BK | 1 – 1 e 0 – 2 | IFK Göteborg |

| Örgryte IS | 0 – 1 e 1 – 5 | Hammarby IF |

| Östers IF | 0 – 2 e 2 – 1 | Malmö FF |

### Semifinali
| Malmö FF | 0 – 3 e 1 – 5 | IFK Göteborg |

| Elfsborg | 3 – 1 e 0 – 3 | Hammarby IF |

### Finale
| IFK Göteborg | 1 – 2 e 3 – 1 | Hammarby IF |

## Play-off promozione/retrocessione
| BK Häcken | 2 – 0 e 0 – 1 | IFK Norrköping |

| Gefle IF | 2 – 0 e 2 – 1 | Kalmar FF |

| Djurgårdens IF | 1 – 2 e 2 – 2 | AIK |

| Mjällby AIF | 1 – 0 e 1 – 1 | Åtvidabergs FF |

## Verdetti
- IFK Göteborg campione di Svezia 1982.
- BK Häcken, Gefle IF, AIK e Mjällby AIF promosse/restano nell'Allsvenskan 1983.